# 안드리 멜니크
안드리 야로슬라보비치 멜니크(우크라이나어: Андрій Ярославович Мельник, 1975년 9월 7일 출생)는 2023년 6월부터 브라질 주재 우크라이나 대사를 역임한 우크라이나인 외교관이다. 그는 이전에는 2022년 11월부터 2023년 7월까지 외무부 차관을, 2014년 12월부터 2022년 10월까지 주독일 우크라이나 대사를 역임했다.
그는 법학박사이다.

## 어린 시절과 교육
안드리 멜니크는 1975년 소련, 우크라이나 SSR의 르비우에서 태어났다.
1997년, 그는 이반 프랑코 르비우 국립대학교를 졸업하고 국제 관계 전문가이자 독일어 번역가 자격을 취득했다. 이후 멜니크는 스웨덴의 룬드 대학교 법학부에서 공부해 국제법 분야에서 석사 학위를 받았다. 또한, 그는 하버드 대학교에서 인턴십을 했다.

## 외교 경력 (1997-2014)
1997년, 그는 우크라이나 대통령 행정부 외교 정책국의 선임 컨설턴트로 외교 업무에 합류했다.
1999년부터 2003년까지 멜니크는 주오스트리아 우크라이나 대사관의 2등 서기관을 거쳐 1등 서기관을 역임했다. 그는 2003년에 이 대사관을 떠났다.
2005년부터 2007년까지 안드리 멜니크는 우크라이나 대통령 빅토르 유셴코의 고문으로 일했다. 그는 우크라이나 대통령실 외교 정책 서비스의 양자 및 지역 협력부 부국장, 분석 및 계획부 국장을 역임했으며, 우크라이나와 폴란드 공화국 대통령 자문 위원회 우크라이나 측 비서였다.
2007년부터 2012년까지 멜니크는 영사로서 함부르크 주재 우크라이나 영사관에서 근무했다. 2022년 7월 9일까지 그는 독일 내 우크라이나 유학생 연합, 북독일 우크라이나인 협회, 독일 우크라이나인 협회 등 총영사관 산하 우크라이나 공공 단체 조정 협의회 설립을 주도했다. 그는 2015년 1월 12일 독일에서 취임 선서를 했다.
2012년부터 2014년까지 안드리 멜니크는 우크라이나 외무부에서 근무했다.
2014년 3월, 그는 제1차 야체뉴크 정부의 차관으로 임명되어 유럽 통합을 담당했다.
2014년 12월 19일, 멜니크는 페트로 포로셴코 대통령의 법령에 따라 독일 주재 우크라이나 대사로 임명되었다.
2022년 10월 24일, 외교관 올렉시 마케예우는 멜니크의 뒤를 이어 공식적으로 주독일 우크라이나 대사직을 맡았다. 11월 19일, 멜니크는 우크라이나 외무부 차관으로 임명되었다.
2023년 6월 20일부터 그는 브라질 주재 우크라이나 대사를 역임했다.

### 2022년 우크라이나 침공

#### 독일 정부 비판
멜니크는 독일 주재 대사로서 2022년 러시아의 우크라이나 침공 이후 독이일의 우크라이나에 대한 불충분한 지원이라고 여겨지는 것에 대해 거침없이 비판했다. 독일 대통령 프랑크발터 슈타인마이어가 블라디미르 푸틴과의 긴밀한 관계 때문에 우크라이나에 초대받지 못하자, 독일 총리 올라프 숄츠는 우크라이나 방문을 취소했다. 이에 멜니크는 숄츠를 화난 간소시지(독일어: beleidigte Leberwurst)라고 비난했는데, 이는 너무 예민해서 토라진 사람을 비유하는 표현이다. 멜니크는 이것이 "나치 독일의 우크라이나 침공 이후 가장 잔혹한 말살 전쟁이다. 유치원이 아니다"라고 설명했다.

#### 반데라 발언
2022년 6월 29일 안드리 멜니크는 틸로 융과의 인터뷰에서 제2차 세계대전 중 스테판 반데라 추종자들이 "80만 명의 유대인을 살해하는 데 관여했다"는 인터뷰어의 주장을 부인하며 "반데라 부대가 수십만 명의 유대인을 죽였다는 증거는 없다. 증거는 전혀 없다"고 답했다. 멜니크는 이 주장을 러시아가 퍼뜨리고 있으며 현재 독일, 폴란드, 이스라엘이 지지하고 있는 이야기라고 말했다.
폴란드 외무부의 공식 항의 이후, 우크라이나 외무부는 2022년 7월 1일 성명을 발표하여 이 발언이 멜니크의 개인적인 의견임을 밝혔다. 2022년 7월 1일 주베를린 이스라엘 대사관은 멜니크의 인터뷰에 대해 "홀로코스트에 관한 역사적 사실의 왜곡"이라고 비판하는 성명을 발표했다. 독일 유대인 생활 및 독일 내 반유대주의 투쟁 연방 정부 위원인 펠릭스 클라인은 멜니크를 질책했고 우크라이나에 홀로코스트 연구에 전념하는 정부간 조직인 국제 홀로코스트 추모 연맹 (IHRA)에 신속히 가입할 것을 촉구했다. 클라인은 우크라이나 정부가 지금까지 IHRA 회원 자격에 대해 부정적이었던 것에 유감을 표했다.
2022년 7월 9일, 논란이 된 발언이 있은 지 몇 주 만에 우크라이나 외무부는 멜니크가 주독일 대사직에서 해임되었다고 발표했다. 멜니크는 다른 몇몇 우크라이나 대사들과 함께 해임되었으며, 볼로디미르 젤렌스키 대통령은 "이러한 순환은 외교 관례의 정상적인 부분"이라고 말했다. 그는 2022년 9월 말까지 직책을 유지한 후 키이우로 이동할 것으로 예상되었다.

#### 일론 머스크와의 설전
2022년 10월 3일, 멜니크는 일론 머스크의 우크라이나가 크림반도를 포기하고 러시아 점령 지역에서 선거를 치르자는 제안에 대해 "엿 먹어라, 내 매우 외교적인 답변이다 @elonmusk"라고 트윗했다. 10월 12일, 우크라이나 부총리 겸 디지털혁신부 장관 미하일로 페도로우는 머스크의 스페이스X에서 제공하는 스타링크가 우크라이나에 얼마나 중요한지 강조했고, 머스크는 우크라이나에 대한 지원을 확인했다. 10월 14일, 스페이스X가 펜타곤에 우크라이나에서 스타링크 운영 자금을 무한정 지원할 수 없다고 서신을 보낸 것이 드러났다. 9월에 이미 이러한 자금 문제를 전달했음에도 불구하고, 머스크는 멜니크를 언급하며 "우리는 그의 추천을 따를 뿐이다"라고 반박하며 스타링크 자금 문제를 자세히 설명했다. 다음 날, 머스크는 비용에도 불구하고 스페이스X가 우크라이나에서 스타링크 운영 자금을 계속 지원할 것이라고 트윗했다.

## 모노그래프
안드리 멜니크는 국제법에 관한 출판물, 특히 여러 모노그래프의 저자이다. 그는 한 저서에서 소련의 국제 조약과 관련하여 우크라이나의 승계에 대한 중요한 연구를 최초로 수행했다.

## 상훈 및 직위
- 1등 전권 공사 (2012)[38]
- 특명전권대사 (2016)[39]
- 공로훈장 2등급 (2020년 8월 21일)[40]

## 같이 보기
- 주베를린 우크라이나 대사관
- 주오스트리아 우크라이나 대사관